# Петро і Мазепа
Петро і Мазепа (рос. Пётр и Мазепа, ПиМ) — українське інформаційне інтернет-видання. Матеріали на сайті публікуються переважно російською мовою, окремі статті — українською або перекладаються нею. Окремі мовні версії відсутні. Основна тематика — політика, соціальні проблеми, російсько-українська війна.
Засновники — аналітик Дмитро Підтуркін і політтехнолог Олександр Нойнець, співвласник — Віктор Трегубов, головний редактор — Максим Гадюкін.

## Наповнення
- Новини
- Дайджести
  - рос. «Доброе утро, Вьетнам!» — щомісячний огляд перебігу російсько-української війни;
  - рос. «Смотри c перископом» — вибірка новин за день;
  - рос. «Игра втёмную. Гибридная война с Россией» — щотижневий огляд інформаційних аспектів російсько-української війни, спільний проєкт із «Донбас. Реалії» (останній належить «Ра́діо Свобо́да»);
  - «Вечір на позитиві» — щоденна вечірня підбірка позитивних новин з України;
  - рос. «ТехноПиМ» — дайджест новин зі сфери технологій;
  - рос. «КиберПиМ» — дайджест новин зі сфери кібербезпеки;
  - рос. Прогноз курса гривны — щотижневий прогноз курсу валют;
- Редакційні матеріали та переклади;
- Грінлайти — статті позаштатних авторів.

## Історія

### Створення і назва
Ресурс розпочав роботу 3 березня 2014 року. За словами Олександра Нойнеця, засновника ресурсу, Пётр и Мазепа планували створити як франшизу російського націоналістичного ресурсу Спутник и Погром в Україні, з редакційною політикою, підконтрольною російським редакторам. Проте в умовах російської інтервенції до Криму та його подальшої анексії, ресурс було вирішено створювати незалежним від російських редакторів, та працювати винятково для української аудиторії.
За словами Олександра Нойнеця, назва символізує два приклади євроінтеграції:

редакційна позиція полягає в тому, що Петро — приклад правильної євроінтеграції: збудувати Європу вдома. А Мазепа — приклад неправильної євроінтеграції: продатися Європі. Ну і ще Петро не любив Москву.
Оригінальний текст (рос.)
редакционная позиция в том, что Петр — пример правильной евроинтеграции: построить Европу дома. А Мазепа — пример неправильной евроинтеграции: продаться Европе. Ну и еще Петр не любил Москву.

### Діяльність
Влітку 2016 року редакція ресурсу оголосила про початок конкурсу «Допоможи ЗСУ піратським роликом» — учасникам конкурсу пропонувалося створити мотиваційний відеоролик про українську армію. 24 липня 2016 комісія оголосила трьох переможців. Перше місце виборов ролик від Тараса зі Львова — «Повсталий степ», динамічний кліп, що розвивається під вірш Максима Степового, начитаний лідером гурту «Кому вниз» Андрієм Середою. Переможця привітав Президент України:

| Приємно вражений ще однією ініціативою з підтримки наших Збройних Сил. Слідкував за перебігом конкурсу. Кожна робота – це витвір мистецтва, який прославляє наших героїв. Це важливий внесок в протидію інформаційній війні Росії проти України. Щиро вітаю переможця! |
| — Петро Порошенко |

23 лютого 2017 на посаді головного редактора Антона Швеця змінив Віктор Трегубов.
6 грудня 2017 року до дня Збройних сил України редакція ресурсу оголосила конкурс «Подаруй війську плакат!» з метою допомогти збройним силам отримати якісні агітаційні матеріали та закликали всіх охочих долучатися до участі або до поповнення коштів фонду конкурсу задля його збільшення.
У квітні 2018 року видання повідомило про набуття статусу державно зареєстрованого інформаційного агентства.
16 липня 2019 року сайт видання було внесено до реєстру заборонених сайтів Роскомнагляду за матеріал[джерело?] про УПА та українську допоміжну поліцію.
29 серпня 2019 року головним редактором став Максим Гадюкін.

## Головні редактори
- (2014—2015) Олександр Нойнець[4]
- (?—2017) Антон Швець
- (2017—2019) Віктор Трегубов
- (з 2019) Максим Гадюкін